# عرشه‌دار
عرشه‌دار(نام علمی: Arca) نام یک سرده از تیره صدف عرشه‌دار است.